# Selección femenina de hockey sobre hierba de la Unión Soviética
La selección femenina de hockey sobre hierba de la Unión Soviética representaba a la Unión Soviética en el hockey sobre césped internacional femenino y estaba controlado por la  Federación de bandy y hockey sobre césped de la Unión Soviética, el organismo rector del hockey sobre césped en la Unión Soviética.

## Participaciones

### Juegos Olímpicos
- 1980 -

### Copa Mundial
- 1981 -
- 1983 - 10°
- 1986 - 8°

### Campeonato Europeo
- 1984 -
- 1987 -
- 1991 -

### Juegos de la Amistad
1984 - 

## Jugadoras

### Equipo usado para los Juegos Olímpicos de 1980
- Valentina Zazdravnykh
- Tatyana Shvyganova
- Galina Vyuzhanina
- Tatyana Yembakhtova
- Alina Kham
- Natella Krasnikova
- Nadezhda Ovechkina
- Nelli Gorbyatkova
- Yelena Guryeva
- Galina Inzhuvatova
- Nadezhda Filippova
- Lyudmila Frolova
- Lidiya Glubokova
- Leyla Akhmerova
- Natalia Buzunova
- Natalia Bykova